# Exostratum scolopendrium
Exostratum scolopendrium är en bladmossart som beskrevs av L. Ellis 1985. Exostratum scolopendrium ingår i släktet Exostratum och familjen Calymperaceae. Inga underarter finns listade i Catalogue of Life.